# Oloid
| Anzahl der Ecken                  | {\displaystyle 0}                    |
| Anzahl der Kanten                 | {\displaystyle 2}                    |
| Kantenlänge                       | {\displaystyle {\tfrac {4}{3}}\pi r} |
| Anzahl der Flächen                | {\displaystyle 1}                    |
| Oberfläche                        | {\displaystyle 4\pi r^{2}}           |
| Volumen                           | {\displaystyle \approx 3{,}05r^{3}}  |
| Radius der erzeu- genden Kreise   | {\displaystyle r}                    |
| Seitenlänge des zerlegten Würfels | {\displaystyle r}                    |

Struktur des Oloids

Das Oloid (auch Polysomatoloid genannt) ist ein geometrischer Körper, der 1929 vom Bildhauer und Maschinenbauer Paul Schatz zusammen mit dem umstülpbaren Würfel entdeckt wurde. Es kann definiert werden als die konvexe Hülle zweier gleich großer, sich senkrecht schneidender Kreise, deren Mittelpunkte einen Abstand zueinander haben, der gleich ihrem Radius ist. Es hat keine Ecken, zwei Kanten, nämlich je einen 240°-Bogen der beiden sich schneidenden Kreise, und ist ansonsten glatt. Es besitzt Eigenschaften, die es deutlich von anderen Körpern unterscheiden, und gilt als Plausibilitätshinweis für die von Schatz begründete Inversionskinematik.
Ein Sphericon unterscheidet sich vom Oloid im Wesentlichen dadurch, dass es ebenso lang wie breit wie hoch ist {\displaystyle (l=b=h=2r)}, während das Oloid 1,5-mal so lang wie hoch ist {\displaystyle (l=1,5b=1,5h=3r)}.

## Kontext

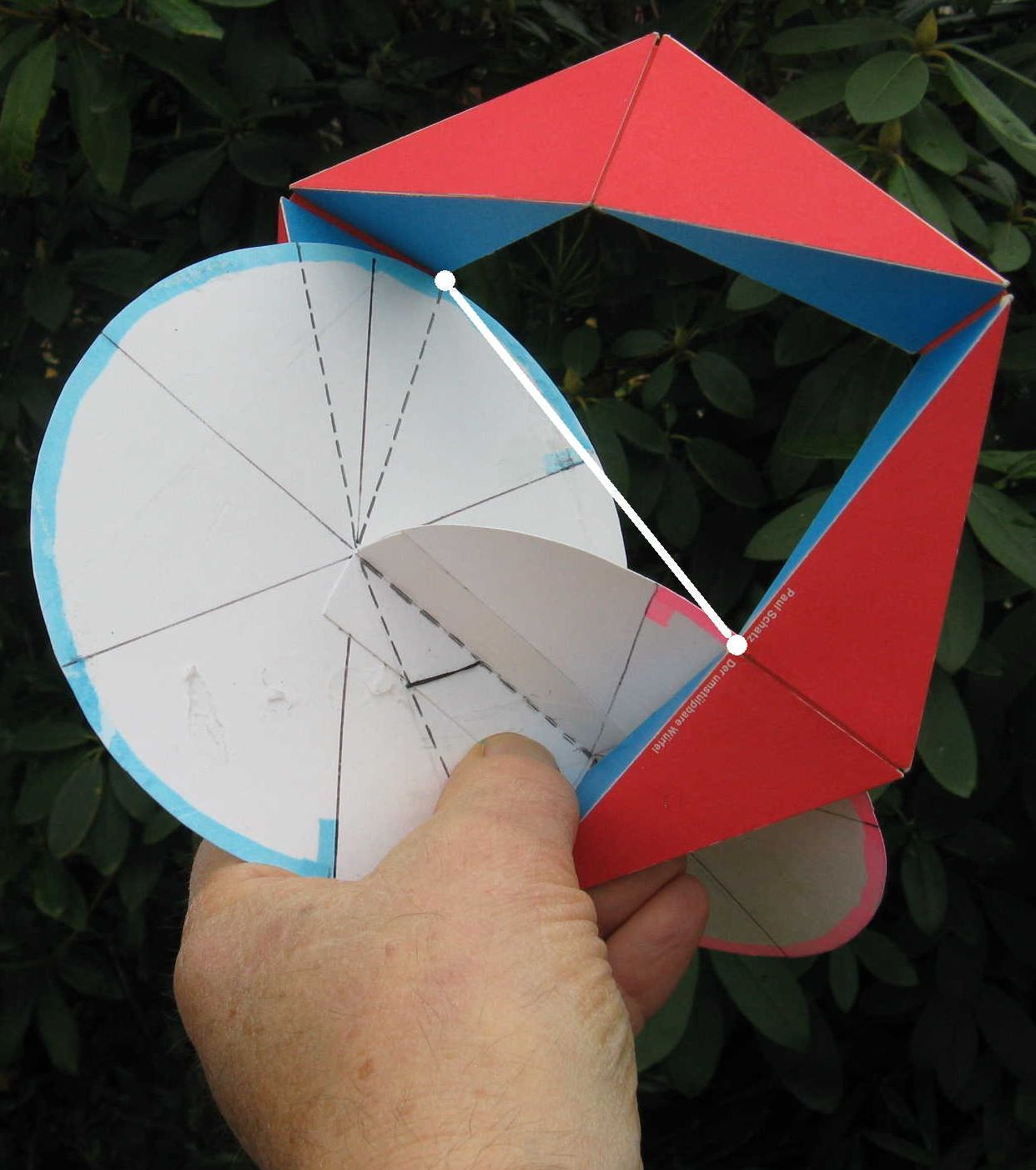
Umstülpbarer Würfel
(6 Tetraeder mit blauen Außenseiten)
Die Enden der Diagonale (weiße Linie konstanter Länge) bewegen sich auf zwei gekreuzten Kreisbögen (blau und rot) hin und her, die Linie selbst bewegt sich auf einer Regelfläche.

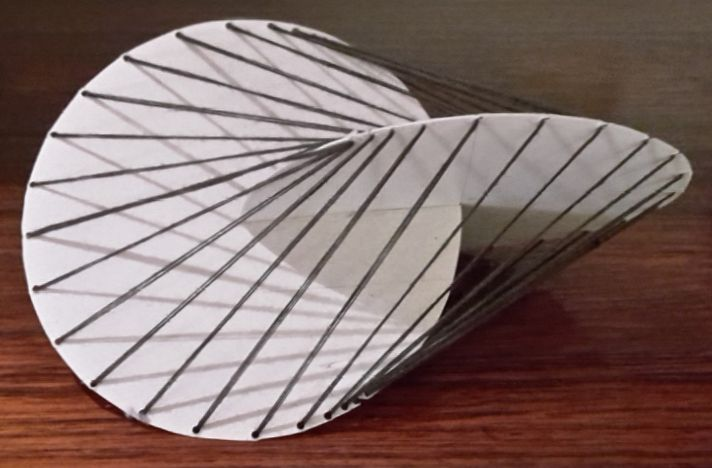
Oloid-Modell: 2 Kreisscheiben aus Pappe mit Bindfäden, welche die Geradenschar der Regelfläche darstellen.

Paul Schatz entdeckte in den 1920er Jahren eine Zerlegung des Würfels in drei Teile, von denen einer aus sechs unregelmäßigen Tetraedern besteht. Verbindet man diese gelenkig an ihren je zwei im Würfel benachbarten Kanten, so entsteht eine komplett umstülpbare Kette.
Die ausgebreitete Kette hat zwischen gegenüberliegenden Gelenken drei gleich lange Diagonalen. Das sind die Raumdiagonalen des ursprünglichen Würfels, die auch während des Umstülpens erhalten bleiben und somit konstante Länge haben. Schatz beobachtete den Weg, den eine solche Diagonale beim Umstülpen der Kette nimmt, und entdeckte dabei das Oloid. Fixiert man eines der Tetraeder und beobachtet den Weg der ihm gegenüberliegenden Diagonale (Abbildung links), so erkennt man, dass die von ihr überstrichene Fläche eine Regelfläche und die Oberfläche eines geometrischen Körpers ist, den Schatz Oloid nannte.
Die erste Beschreibung der mathematischen Eigenschaften aus analytischer Sicht erfolgte 1997.
Das Oloid ist Teil des Oloid-Rührers, der zum Umwälzen und Belüften von Wasser, z. B. in der Abwasserreinigung und Gewässersanierung, eingesetzt wird. Eine weitere Anwendungsform als Alternative zum Schiffspropeller hat bislang nicht das Stadium von Prototypen und Versuchen überschreiten können.

## Eigenschaften

Die Spur, die ein Oloid beim Abrollen hinterlässt, ist gleich seinem Netz

Das Oloid ist einer der wenigen bekannten Körper, die über ihre gesamte Oberfläche abrollen. Seine Oberfläche ist als Ganzes eine abwickelbare Fläche. Im Unterschied zum Kegel oder Zylinder lässt sich die komplette Oberfläche des Oloids (und nicht nur eine Mantelfläche) knickfrei aus einem einzelnen Stück Pappe herstellen.
Setzt man es auf eine Schräge, so rollt es in einer taumelnden Bewegung hinunter, ohne dabei jemals über seine Kanten zu poltern. Bemerkenswert ist, dass die Oberfläche genau so groß ist wie die einer Kugel, die den gleichen Radius hat wie die beiden das Oloid erzeugenden Kreise.
Der Winkel an den Mittelpunkten der Kanten beträgt 60°. Betrachtet man das Oloid senkrecht zu den beiden Kanten, so bilden die Konturen im Querschnitt exakt ein Quadrat, was bei handwerklich hergestellten Oloiden eine Qualitätseinschätzung möglich macht, da leichte Unsymmetrien schnell erkannt werden.

## Mathematik

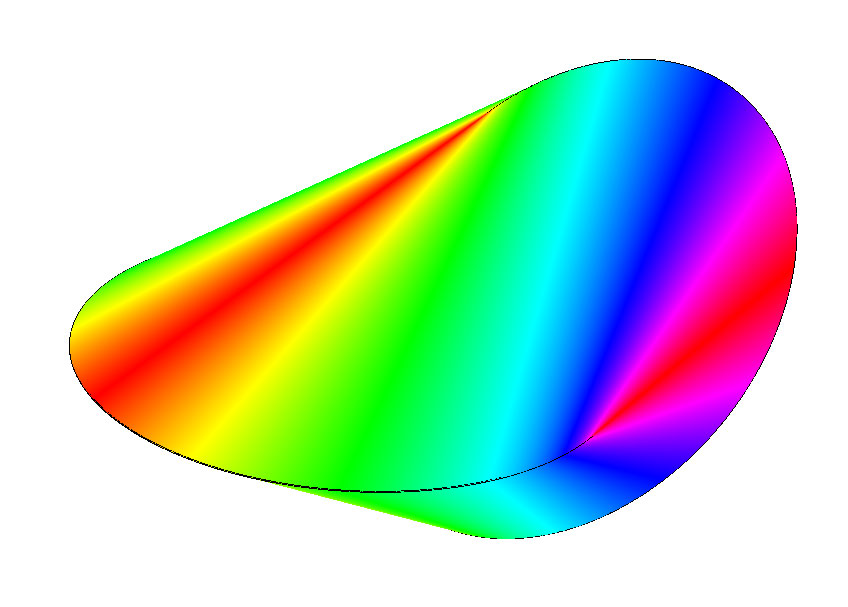
Der Farbverlauf illustriert die Lage der Verbindungsstrecken zwischen den Kanten für den gesamten Parameterbereich von

Im Weiteren sei {\displaystyle r} der Radius der erzeugenden Kreise. Die beiden Kanten haben jeweils eine Länge von {\displaystyle {\tfrac {4}{3}}\pi r}. Die Oberfläche ist eine Regelfläche: Zu jedem Punkt {\displaystyle x} einer Kante gibt es (bis auf Spiegelung) genau einen Punkt {\displaystyle y} auf der anderen Kante, sodass die Verbindungsstrecke {\displaystyle {\bar {xy}}} komplett auf der Oberfläche des Oloids liegt. Die Länge dieser Strecke ist für alle Punkte {\displaystyle {\sqrt {3}}r}, eben die Länge der drei Raumdiagonalen der Tetraederkette und des zerlegten Würfels, der somit eine Seitenlänge von {\displaystyle r} hat.
Die Seitenlänge des oben erwähnten Quadrats, das die Konturen in einem bestimmten Blickwinkel bilden, ist {\displaystyle {\sqrt {2}}r}, womit der minimale Quader, der das Oloid umfasst, die Maße {\displaystyle 3r\cdot {\sqrt {2}}r\cdot {\sqrt {2}}r} hat.

### Konstruktion
Für eine Einbettung in den dreidimensionalen euklidischen Raum setze den Mittelpunkt des liegenden Kreises auf den Ursprung, den des stehenden Kreises auf {\displaystyle (r,0,0)}. Damit ist für {\displaystyle t\in \left[{\tfrac {\pi }{3}},{\tfrac {5\pi }{3}}\right]} der Punkt {\displaystyle x=(x_{1},x_{2},0)} auf der liegenden Kante gegeben durch {\displaystyle x_{1}=r\cos {t}} und {\displaystyle x_{2}=r\sin {t}}. Der Satz des Pythagoras liefert dann die beiden Punkte auf der stehenden Kante, die zu {\displaystyle x} einen Abstand von {\displaystyle {\sqrt {3}}r} haben: {\displaystyle y=(y_{1},0,\pm y_{3})} mit {\displaystyle y_{1}={\tfrac {r}{1-\cos {t}}}} und {\displaystyle y_{3}={\tfrac {r{\sqrt {1-2\cos {t}}}}{1-\cos {t}}}}. Je nach Vorzeichen ist dies ein Punkt auf der oberen oder unteren Hälfte des Oloids. Für theoretische Betrachtungen ist aufgrund der Symmetrien im Oloid eine Einschränkung des Parameterbereichs von {\displaystyle t} auf beispielsweise {\displaystyle \left[\pi ,{\tfrac {5\pi }{3}}\right]} (also auf die Hälfte der Oberfläche und weiter auf ein Viertel mittels Festlegung des Vorzeichens in {\displaystyle y_{3}}) möglich. Auch zur Visualisierung kann dies sinnvoll sein. Damit umgeht man das singuläre Verhalten einiger der relevanten Funktionen an den Intervallgrenzen, also den Endpunkten der liegenden Kante.

### Parametrisierung der Oberfläche
Mit Hilfe der Geradengleichung {\displaystyle x_{i}+s(y_{i}-x_{i})} = 0 gelangt man nun zu folgender Parametrisierung der Oberfläche: {\displaystyle \Phi \colon [0,1]\times \left[{\tfrac {\pi }{3}},{\tfrac {5\pi }{3}}\right]\to \mathbb {R} ^{3}}, {\displaystyle \Phi (s,t)=(\Phi _{1},\Phi _{2},\pm \Phi _{3})} mit
{\displaystyle \Phi _{1}=r\left({\frac {s}{1-\cos {t}}}+(1-s)\cos {t}\right)}
{\displaystyle \Phi _{2}=r(1-s)\sin {t}}
{\displaystyle \Phi _{3}=r{\frac {s{\sqrt {1-2\cos {t}}}}{1-\cos {t}}}}
Für {\displaystyle s=0} ist dies ein Punkt auf der liegenden Kante, für {\displaystyle s=1} auf der stehenden. Eine Koordinatendarstellung ist durch die unten stehende algebraische Fläche gegeben.

### Parametrisierung des Volumens
Aus der Oberflächenparametrisierung erhält man eine Parametrisierung für den vollen Körper, indem man nur {\displaystyle \Phi _{3}} mit einem Höhenparameter {\displaystyle h\in [0,1]} multipliziert: {\displaystyle \Psi \colon [0,1]\times [0,1]\times \left[{\tfrac {\pi }{3}},{\tfrac {5\pi }{3}}\right]\to \mathbb {R} ^{3}}, {\displaystyle \Psi (h,s,t)=(\Psi _{1},\Psi _{2},\pm \Psi _{3})} mit
{\displaystyle \Psi _{1}=\Phi _{1}}
{\displaystyle \Psi _{2}=\Phi _{2}}
{\displaystyle \Psi _{3}=h\,\Phi _{3}}
Für {\displaystyle h=1} ergibt dies die Oberfläche, für {\displaystyle h=0} die waagrechte Schnittfläche durch die Mitte des Oloids. Zu beachten ist, dass {\displaystyle \Psi } einen Teil der Symmetrien bricht, weshalb hier der Definitionsbereich von {\displaystyle t} nur noch auf die Hälfte (und nicht mehr auf ein Viertel) eingeschränkt werden kann.

### Oberflächeninhalt
Die Größe der Oberfläche lässt sich mit dem Oberflächenintegral exakt berechnen. Dazu bildet man den euklidischen Betrag des Kreuzprodukts der sechs partiellen Ableitungen der Oberflächenparametrisierung und integriert dies nach {\displaystyle s} und {\displaystyle t}. Es ergibt sich, dass die Oberfläche genau eine Größe von {\displaystyle 4\pi r^{2}} hat – dasselbe wie eine Kugel vom Radius {\displaystyle r}.
Mit der obigen Parametrisierung der Oberfläche und den erwähnten Einschränkungen ergibt sich für den Oberflächeninhalt {\displaystyle F}:
{\displaystyle F=8\int _{\pi }^{\frac {3\pi }{2}}\int _{0}^{1}\left|{\frac {\partial \Phi }{\partial s}}\times {\frac {\partial \Phi }{\partial t}}\right|\,ds\,dt=}
{\displaystyle 8\int _{\pi }^{\frac {3\pi }{2}}\int _{0}^{1}{{\sqrt {2}}r^{2}{\frac {(3s-2)\cos {t}+1}{\sqrt {(1-2\cos {t})(1-\cos {t})}}}}\,ds\,dt=}
{\displaystyle 8r^{2}\int _{\pi }^{\frac {3\pi }{2}}{\frac {\sqrt {2}}{\sqrt {(1-2\cos {t})(1-\cos {t})}}}\underbrace {\int _{0}^{1}(3s\cos {t}-(2\cos {t}-1)\,ds} _{={\tfrac {1}{2}}\left(2-\cos {t}\right)}\,dt=}
{\displaystyle 8r^{2}\int _{\pi }^{\frac {3\pi }{2}}{\frac {2-\cos {t}}{\sqrt {2(1-2\cos {t})(1-\cos {t})}}}\,dt=}
{\displaystyle 8r^{2}\int _{0}^{\frac {\pi }{2}}{\frac {2+\cos {t}}{\sqrt {2(1+2\cos {t})(1+\cos {t})}}}\,dt=}
{\displaystyle 8r^{2}\left(\arctan {\sqrt {2}}+\arcsin {\tfrac {1}{\sqrt {3}}}\right)=}
{\displaystyle 8r^{2}\left(\arctan {\sqrt {2}}+\arctan {\tfrac {1}{\sqrt {2}}}\right)=8r^{2}\,{\frac {\pi }{2}}=4\pi r^{2}.}
Die Integraltransformation beruht auf {\displaystyle \cos {x}=-\cos {\left(x\pm \pi \right)}}, womit man eine Stammfunktion erhält, bei der mit den entsprechenden Grenzen nur zwei Terme übrigbleiben. Für den Arkussinus gilt: {\displaystyle \arcsin {x}=\arctan {\tfrac {x}{\sqrt {1-x^{2}}}}} (da {\displaystyle |x|<1}), und der letzte Schritt ist die Funktionalgleichung des Arkustangens.

### Volumeninhalt
Im Gegensatz dazu enthält jede bisher bekannte Volumenformel für das Oloid mehrere elliptische Integrale, die sich nur numerisch auswerten lassen. Beim analytischen Ansatz mit dem Volumenintegral des Betrags der Jacobideterminante der Volumenparametrisierung sorgt die Wahl von  {\displaystyle \Psi } für eine Vereinfachung in den ersten Schritten: Da nur {\displaystyle \Psi _{3}} von {\displaystyle h} abhängt, sind zwei der partiellen Ableitungen gleich null. Damit entfallen zwei Drittel der Terme in der Determinantenberechnung, insbesondere taucht kein  {\displaystyle h} mehr auf. Die Determinante ist innerhalb der Grenzen stets positiv und damit gleich ihrem Betrag.
{\displaystyle V=4\int _{\pi }^{\frac {5\pi }{3}}\int _{0}^{1}\int _{0}^{1}\left|\det \,D\Psi \right|\,dh\,ds\,dt=}
{\displaystyle 4r^{3}\int _{\pi }^{\frac {5\pi }{3}}{\frac {\sqrt {1-2\cos {t}}}{\left(1-\cos {t}\right)^{2}}}\underbrace {\int _{0}^{1}s\left(\left(3s-2\right)\cos {t}+1\right)\overbrace {\int _{0}^{1}1\,dh} ^{=1}\,ds} _{={\tfrac {1}{2}}}\,dt=}
{\displaystyle 2r^{3}\int _{\pi }^{\frac {5\pi }{3}}{\frac {\sqrt {1-2\cos {t}}}{\left(1-\cos {t}\right)^{2}}}\,dt=} {\displaystyle 2r^{3}\int _{0}^{\frac {2\pi }{3}}{\frac {\sqrt {1+2\cos {t}}}{\left(1+\cos {t}\right)^{2}}}\,dt=}
{\displaystyle 2r^{3}\,\cdot {\tfrac {1}{\sqrt {3}}}\,\left(F({\tfrac {\pi }{3}}\,|\,{\tfrac {4}{3}})+E({\tfrac {\pi }{3}}\,|\,{\tfrac {4}{3}})\right)=}
{\displaystyle 2r^{3}\,\left({\tfrac {1}{2}}K({\tfrac {3}{4}})+{\tfrac {2}{3}}E({\tfrac {3}{4}})-{\tfrac {1}{6}}K({\tfrac {3}{4}})\right)=}
{\displaystyle {\tfrac {2}{3}}r^{3}\left(K({\tfrac {3}{4}})+2E({\tfrac {3}{4}})\right)}
{\displaystyle \approx 3{,}0524\;r^{3}}
Dabei lassen sich die unvollständigen elliptischen Integrale erster und zweiter Art ({\displaystyle F} und {\displaystyle E}) durch die korrespondierenden vollständigen elliptischen Integrale ({\displaystyle K} und {\displaystyle E}) ausdrücken, weil die Argumente über den Arkuskosekans zusammenhängen.
Die irrationale Konstante 3,052418468… lässt sich zwar beliebig genau berechnen, aber es sind keine algebraischen Zusammenhänge zu anderen Konstanten bekannt und auch nicht, ob sie transzendent ist.

### Die Oloid-Fläche
Das Oloid kann als Teil einer algebraischen Fläche vom Grad 8 (also einer Oktik) gesehen werden. Die Lösungsmenge der definierenden Polynomgleichung {\displaystyle O} liefert die Oberfläche eines Oloids mit Radius {\displaystyle r=1}, eingebettet in den dreidimensionalen Raum mit den Koordinatenachsen {\displaystyle x}, {\displaystyle y} und {\displaystyle z}, der Mittelpunkt der Fläche liegt bei {\displaystyle ({\tfrac {1}{2}},0,0)}. Allerdings sind die einschränkenden Nebenbedingungen, um ausschließlich das Oloid zu erhalten, nicht trivial. Die Polynomgleichung besteht aus 48 Termen mit ausschließlich ganzzahligen Koeffizienten, das Maximum der Exponentensummen der Monome ist 8 und es gibt keinen konstanten Term. Ersetzt man {\displaystyle x} durch {\displaystyle (x-{\tfrac {1}{2}})}, wird die Fläche auf der {\displaystyle x}-Achse so verschoben, dass der Mittelpunkt im Nullpunkt liegt.
{\displaystyle O\colon x^{8}-3y^{8}-3z^{8}-6x^{4}y^{4}}
{\displaystyle -8x^{2}y^{6}-6x^{4}z^{4}-8x^{2}z^{6}+6y^{2}z^{6}}
{\displaystyle +12x^{2}y^{2}z^{4}-9y^{4}z^{4}+6y^{6}z^{2}+12x^{2}y^{4}z^{2}}
{\displaystyle +6x^{4}y^{2}z^{2}+4x^{7}+12x^{3}y^{4}+4xy^{6}}
{\displaystyle -20xz^{6}-36x^{3}z^{4}+12x^{3}y^{2}z^{2}+24xy^{4}z^{2}}
{\displaystyle -12x^{5}z^{2}+12x^{5}y^{2}+2x^{6}+10y^{6}}
{\displaystyle -2z^{6}+22x^{2}y^{4}-46x^{2}y^{2}z^{2}-50x^{2}z^{4}}
{\displaystyle -12y^{2}z^{4}-46x^{4}z^{2}+14x^{4}y^{2}-8x^{5}}
{\displaystyle -8xy^{4}-8xz^{4}-52xy^{2}z^{2}-48x^{3}z^{2}}
{\displaystyle -16x^{3}y^{2}-7x^{4}-11y^{4}+z^{4}}
{\displaystyle -18x^{2}y^{2}-6x^{2}z^{2}-10y^{2}z^{2}+4x^{3}}
{\displaystyle +4xy^{2}+4xz^{2}+4x^{2}+4y^{2}=0}

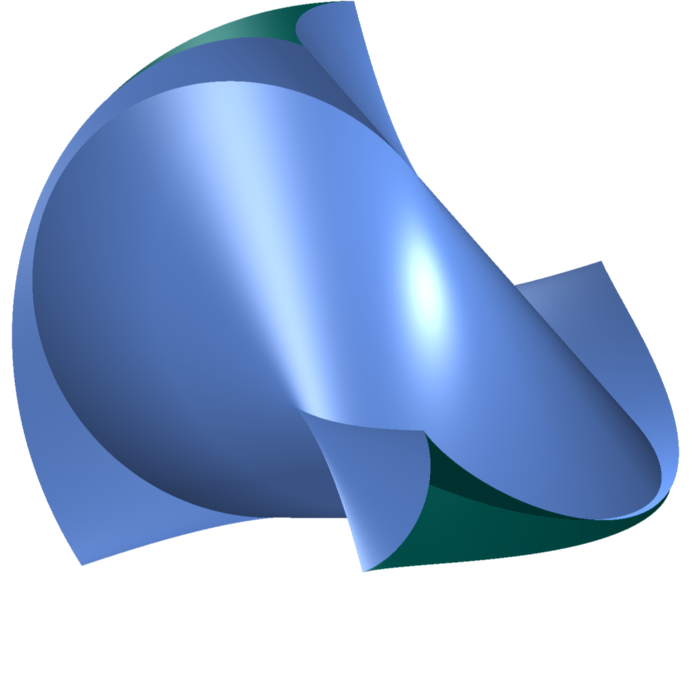
Das Oloid als Teil einer algebraischen Fläche 8. Grades
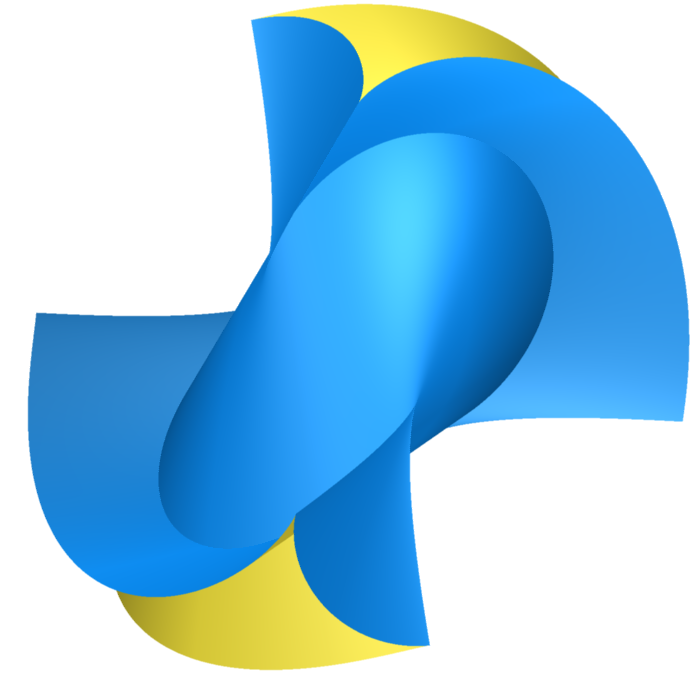
… herausgezoomt …
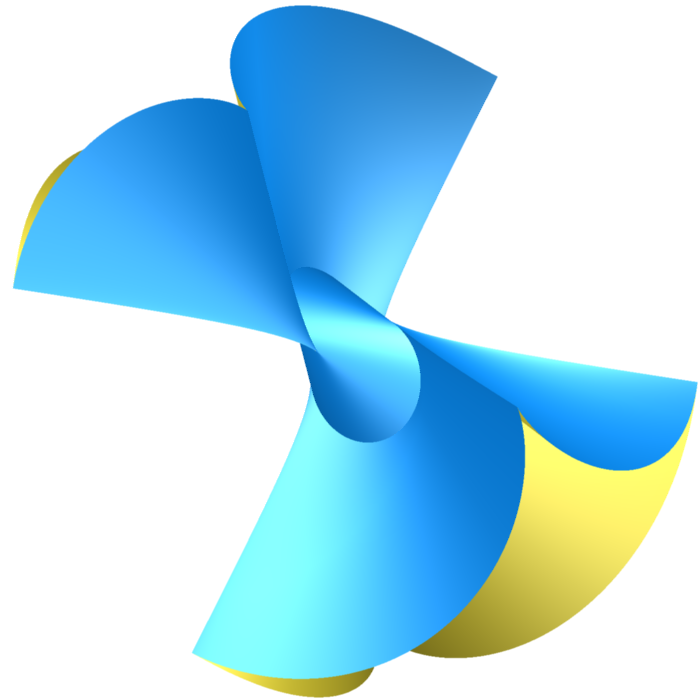
… noch weiter herausgezoomt

Ein Sphericon mit Abwicklung

## Sphericon
Wird ein gleichseitiger, gerader (Kreis-)Doppelkegel in einer Ebene geschnitten, die beide Spitzen enthält, so haben die Schnittflächen die Form eines Quadrats. 
Wird nun eine dieser beiden Kegelhälften um 90° rotiert (Achse senkrecht und mittig zur Schnittfläche) und anschließend wieder mit der anderen Hälfte zusammengefügt, erhält man ein Sphericon.
Die Oberfläche des Sphericon beträgt
{\displaystyle F=2{\sqrt {2}}\pi r^{2}}.
Das Volumen beträgt
{\displaystyle V={\frac {2}{3}}\pi r^{3}}.
Dies ist die Hälfte des Volumens einer Kugel mit gleichem Radius.

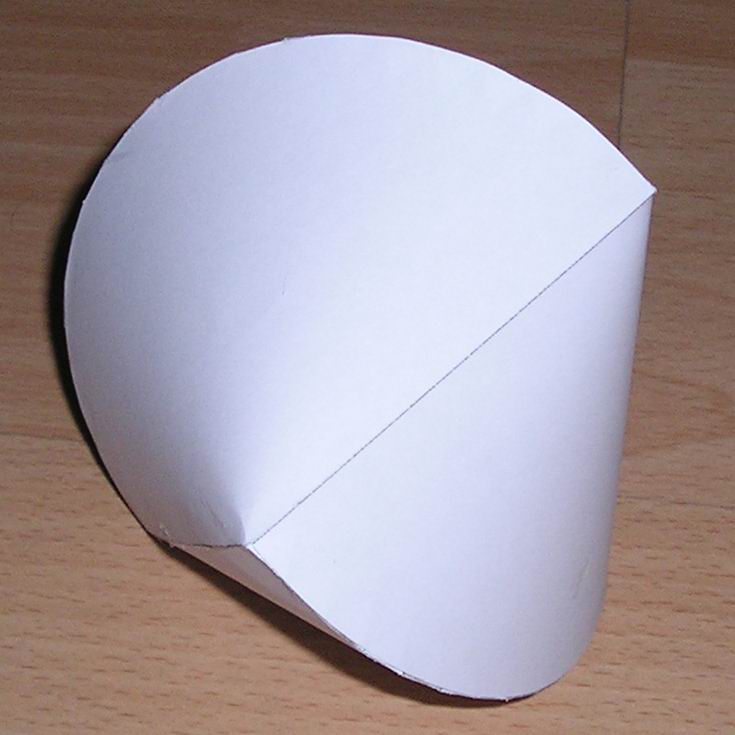